# Festa nazionale del Montenegro
La festa nazionale del Montenegro (in montenegrino: Dan državnosti)  è la ricorrenza nazionale della Repubblica del Montenegro.
Denominata anche  "giornata di Stato", è una festività che si celebra il 13 luglio di ogni anno per commemorare il giorno in cui il Congresso di Berlino riconobbe il Montenegro come il ventisettesimo Stato indipendente del mondo, nel 1878. Inoltre viene ricordato anche il 13 luglio del 1941 quando il popolo montenegrino organizzò una rivolta contro gli occupanti italiani, evidenziando un forte orgoglio nazionale. 
Figura di spicco del periodo dell'indipendenza dall'impero ottomano del 1878 fu quella del principe Nicola I del Montenegro, primo re e fondatore del Regno del Montenegro, che ebbe un ruolo preminente nel Congresso di Berlino del 1878 e assicurò al Montenegro l'indipendenza dal dominio ottomano.
La figura dominante dell'epoca resta comunque quella del principe-vescovo del Montenegro Petar II Petrović-Njegoš che diede impulso ad un  periodo di sviluppo culturale per il paese balcanico.
Questa ricorrenza nazionale non deve essere confusa con il  giorno dell'indipendenza del Montenegro, che si celebra il 21 maggio di ogni anno per commemorare la data del referendum sull'indipendenza del Montenegro del 2006 con cui circa il 55% dei montenegrini decise per la separazione dalla Serbia, di cui in precedenza faceva parte col nome di Repubblica Federale di Jugoslavia (fino al 2003) e di Serbia e Montenegro (dal 2003 al 2006).